# 岡崎市景観重要建造物
岡崎市景観重要建造物（おかざきしけいかんじゅうようけんぞうぶつ）は、愛知県岡崎市が景観法に基づいて指定した景観重要建造物である。2020年3月30日現在で13件が指定されている。

## 一覧
| 指定番号 | 画像 | 名称                                 | 所在地                         | 指定年月日       | 備考           |
| -------- | ---- | ------------------------------------ | ------------------------------ | ---------------- | -------------- |
| 第1号    |      | 岡崎城天守                           | 康生町561番1                   | 平成25年4月17日  |                |
| 第2号    |      | 六供配水場配水塔                     | 六供町字西二本木28番地         | 平成25年5月31日  |                |
| 第3号    |      | 旧石原家住宅                         | 六供町字杉本70番地及び72番地   | 平成25年8月10日  | 登録有形文化財 |
| 第4号    |      | 旧野村家住宅                         | 藤川町字中町南48番地、48番地1  | 平成25年8月10日  |                |
| 第5号    |      | カクキュー 事務所、味噌蔵7棟、門扉   | 八丁町69番地                   | 平成26年10月30日 | 登録有形文化財 |
| 第6号    |      | まるや八丁味噌 事務所棟              | 八丁町52番地                   | 平成26年10月30日 |                |
| 第7号    |      | 本光寺                               | 上青野町字新井1番地および2番地 | 平成27年4月8日   | 登録有形文化財 |
| 第8号    |      | アイチ味噌溜店舗                     | 本宿町字南中町45番地           | 平成27年7月24日  |                |
| 第9号    |      | 善立寺                               | 祐金町一丁目31番地             | 平成29年10月31日 | 登録有形文化財 |
| 第10号   |      | 岡崎信用金庫資料館（旧岡崎銀行本店） | 伝馬通一丁目58番地             | 平成29年10月31日 | 登録有形文化財 |
| 第11号   |      | 日本福音ルーテル岡崎教会教会堂       | 伝馬通四丁目54番地             | 平成30年9月1日   | 登録有形文化財 |
| 第12号   |      | 十王堂                               | 藤川町字一里山南25番地1        | 平成31年3月1日   |                |
| 第13号   |      | まるや八丁味噌 土蔵                  | 八丁町52番地                   | 令和2年3月30日   |                |